# 鴨居長太郎
鴨居 長太郎（かもい ちょうたろう、1965年7月11日 - ）は、鳥取県西伯郡出身の元プロボクサーであり元プロレスラー。喧嘩プロレス二瓶組に所属していた。身長170cm、体重80kg。ボクサー時代のリングネーム及び本名は當別當 義幸（とうべっとう よしゆき）。鴨居はボクサー時代の所属花形ボクシングジムの所在地に由来。
1994年12月17日、横浜市鶴見区屋台村ヨンドンでの対高木三四郎戦にてデビュー。プロレスラーとしてはコミカルなキャラクターと、それに似合わない激しいパンチで人気を博したが、2005年にブログで引退を発表。
現在は便利屋を開業し、主にハウスクリーニングを請け負っている。

## 得意技
- 右フック